# Winston Graham
Pour les articles homonymes, voir Graham.
Œuvres principales
- Saga Poldark (1945-2002)

Winston Graham, né le 30 juin 1908 à Victoria Park (Manchester), Manchester et mort le 10 juillet 2003 à Londres, est un écrivain et scénariste britannique, célèbre pour sa série de romans historiques Poldark.

## Biographie
Winston Graham publie son premier roman, The House with the Stained Glass Windows, en 1934. 
Il atteint la célébrité avec son cycle romanesque Les Poldark. Ross Poldark, le premier roman du cycle, paraît en 1945, et est suivi par onze autres titres, dont le dernier, Bella Poldark, en 2002. L'histoire se passe dans les Cornouailles où l'auteur a passé la plus grande partie de sa vie. Le cycle Poldark est devenu une série télévisée britannique en 24 épisodes (1975 - 1977).
Outre les Poldark, le roman le plus connu de Winston Graham est Pas de printemps pour Marnie (Marnie), un thriller adapté au cinéma par Alfred Hitchcock en 1964 sous le même titre (Marnie), avec Tippi Hedren et Sean Connery. Cinq autres romans de Graham sont devenus des films, dont Prenez ma vie (Take my Life, 1947) à deux reprises, Fortune Is a Woman (1953) et Qui veut la fin (The Walking Stick, 1967). Winston Graham a également écrit de nombreux thrillers et signé, en 1951, le scénario de Night Without Stars, un film britannique réalisé par Anthony Pelissier, d'après son propre roman éponyme.
Il a publié son autobiographie, Memoirs of a Private Man, en 2003.

## Œuvre

### Romans

#### SériePoldark
- Ross Poldark (1945), paru aux États-Unis sous le titre The Renegade Publié en français sous le titre Sur les falaises de Cornouailles : 1. Romain Poldark, Paris, Éditions Mondiales, coll. « Nous Deux » no 314, 1972 ; réédition sous le titre Les Falaises de Cornouailles, Paris, L'Archipel, 2017  (ISBN 978-2-8098-2105-5)
- Demelza (1946), paru aux États-Unis sous le titre Venture Once More Publié en français sous le titre Sur les falaises de Cornouailles : 2. Elsa Poldark, Paris, Éditions Mondiales, coll. « Nous Deux », 1972 ; réédition sous le titre Au-delà de la tempête, Paris, L'Archipel, 2017  (ISBN 978-2-8098-2142-0)
- Jeremy Poldark (1950) Publié en français sous le titre Sur les falaises de Cornouailles : 3. Jérôme Poldark, Paris, Éditions Mondiales, coll. « Nous Deux » no 324, 1972
- Warleggan (1953), paru aux États-Unis sous le titre The Last Gamble Publié en français sous le titre Sur les falaises de Cornouailles : 4. Francis Poldark, Paris, Éditions Mondiales, coll. « Nous Deux » no 328, 1973
- The Black Moon (1973) Publié en français sous le titre Sur les falaises de Cornouailles : 5. Elizabeth Poldark, Paris, Éditions Mondiales, coll. « Nous Deux » no 331, 1974
- The Four Swans (1976)
- The Angry Tide (1977)
- The Stranger from the Sea (1981)
- The Miller's Dance (1982)
- Poldark's Cornwall (1983), ce titre qui fait partie de la série n'est pas un roman, mais une monographie qui donne des renseignements et des précisions sur la création de l'œuvre et ses sources d'inspiration
- The Loving Cup (1984)
- The Twisted Sword (1990)
- Bella Poldark (2002)

Note : Les trois premiers volumes de la série Poldark ont été repris sous le titre La Saga des Poldark par les éditions Del Duca, coll. « Romance et Mystère », en 1976.

#### Autres romans
- House with Stained Glass Windows (1934)
- Into the Fog (1935)
- The Riddle of John Rowe (1935)
- Without Motive (1936)
- The Dangerous Pawn (1937)
- The Giant's Chair (1938 -  édition revue et rééditée sous le titre Woman in the Mirror, 1975 - voir infra)
- Keys of Chance (1939)
- Strangers Meeting (1939)
- No Exit (1940)
- Night Journey (1941 - édition revue en 1966)
- My Turn Next (1942 -  édition revue et rééditée sous le titre Cameo, 1988)
- The Merciless Ladies (1944 - édition revue en 1979)
- The Forgotten Story (1945) Publié en français sous le titre Histoire oubliée, Paris, Begh, 1946
- Take My Life (1947) Publié en français sous le titre Prenez ma vie, Paris, Librairie des Champs-Élysées, coll. « Le Masque » no 578, 1957
- Cordelia (1949)
- Night Without Stars (1950)
- Fortune is a Woman (1953)
- The Little Walls (1955)
- The Sleeping Partner (1956) Publié en français sous le titre Celle qui s'en alla, Paris, Presses de la Cité, 1957
- Greek Fire (1957)
- The Tumbled House (1959) Publié en français sous le titre Héritage de sable, Paris, Le Livre contemporain, 1961
- Marnie (1961) Publié en français sous le titre Pas de printemps pour Marnie, Paris, Le Livre contemporain, 1961 ; réédition, Paris, J éditions, coll. « La Bibliothèque policière de Jean-Claude Zylberstein » no 5, 2013  (ISBN 979-10-90278-48-6)
- The Grove of Eagles (1963) Publié en français sous le titre Le Nid de rapaces, Paris, Presses de la Cité, 1965
- After the Act (1965) Publié en français sous le titre Après..., Paris, Presses de la Cité, 1967
- The Walking Stick (1967) Publié en français sous le titre Qui veut la fin, Paris, Presses de la Cité, 1967
- Angel, Pearl and Little God (1970) Publié en français sous le titre L'Argent, l'Amour, la Mort, Paris, Presses de la Cité, 1970
- Woman in the Mirror (1975) Publié en français sous le titre La Femme dans le miroir, Paris, Presses de la Cité, 1976
- The Green Flash (1986)
- Stephanie (1992)
- Tremor (1995)
- The Ugly Sister (1998)

### Recueils de nouvelles
- The Japanese Girl (1971)
- The Cornish Farm (1982))

### Étude historique
- The Spanish Armadas (1972)

### Autobiographie
- Memoirs of a Private Man (2003)

## Prix et distinctions
- Prix Gold Dagger 1955 pour The Little Walls

## Filmographie

### Au cinéma
- 1947 : Je cherche le criminel (Take My Life), film britannique réalisé par Ronald Neame, adaptation par Graham Winston de son roman Prenez ma vie (Take My Life), avec Hugh Williams
- 1951 : Night Without Stars, film britannique réalisé par Anthony Pelissier, scénario signé Winston Graham d'après son roman éponyme, avec David Farrar
- 1957 : Fortune Is a Woman, film britannique réalisé par Sidney Gilliat, adaptation du roman éponyme, avec Jack Hawkins
- 1962 : Carnival of Crime (Sócio de Alcova), film américano-argentin réalisé par George Cahan, adaptation du roman Celle qui s'en alla (The Sleeping Partner), avec Jean-Pierre Aumont
- 1964 : Pas de printemps pour Marnie (Marnie), film américain réalisé par Alfred Hitchcock, adaptation par Jay Presson Allen du roman éponyme de Winston Graham, avec Tippi Hedren et Sean Connery
- 1969 : Mord nach der Oper, film allemand réalisé par Michael Braun, adaptation du roman Prenez ma vie (Take My Life)
- 1970 : The Walking Stick, film britannique réalisé par Eric Till, adaptation du roman Qui veut la fin (The Walking Stick), avec David Hemmings et Samantha Eggar

### À la télévision
- 1967 : The Sleeping Partner , épisode 13, saison 1, de la série télévisée britannique ITV Play of the Week, réalisé par John Jacobs, adaptation par Patricia Highsmith du roman éponyme de Winston Graham, avec Keith Michell
- 1975 : Poldark (en), série télévisée britannique de 29 épisodes répartis sur deux saisons, avec Robin Ellis (en), Angharad Rees (en) et Jill Townsend (en)
- 1996 : Poldark, téléfilm britannique réalisé par Richard Paxton, adaptation du roman The Stranger from the Sea (1981), avec John Bowe
- 2015 : Poldark, série télévisée britannique de Debbie Horsfield, avec Aidan Turner et Eleanor Tomlinson.